# George Gascoigne

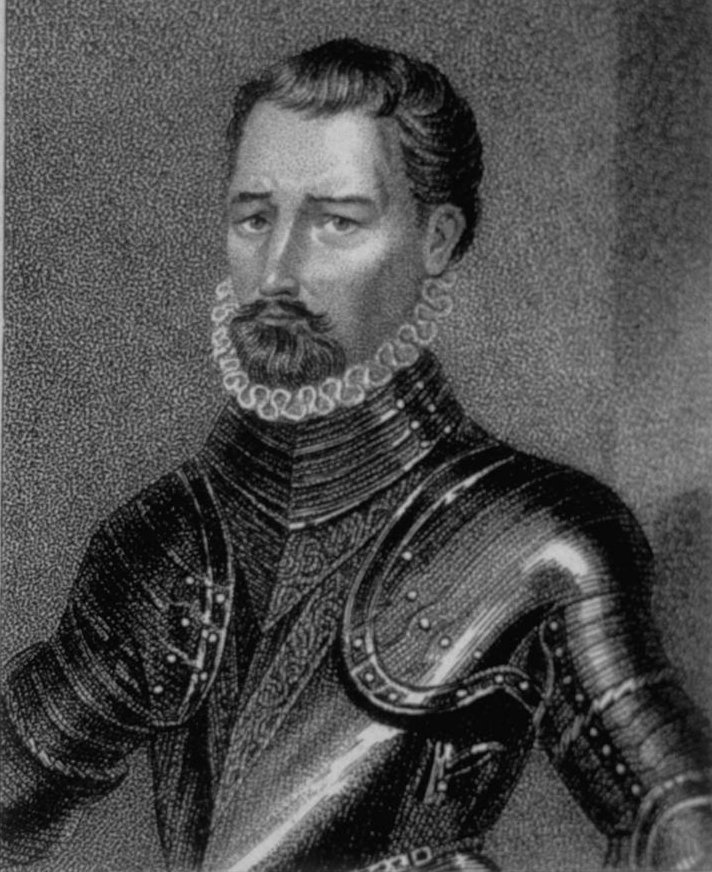
George Gascoigne

George Gascoigne (h. 1525 – 7 de outubro de 1577) foi um poeta inglês. Era o filho mais velho de Sir John Gascoigne de Cardington, Bedfordshire.
Estudou no Trinity College de Cambridge, tendo trabalhado como advogado. Esteve na prisão por dívidas. Ingressou no Parlamento em representação de Bedford, Bedfordshire em 1557-1558 e 1558-1559.